# Distretto arcidiocesano di New York

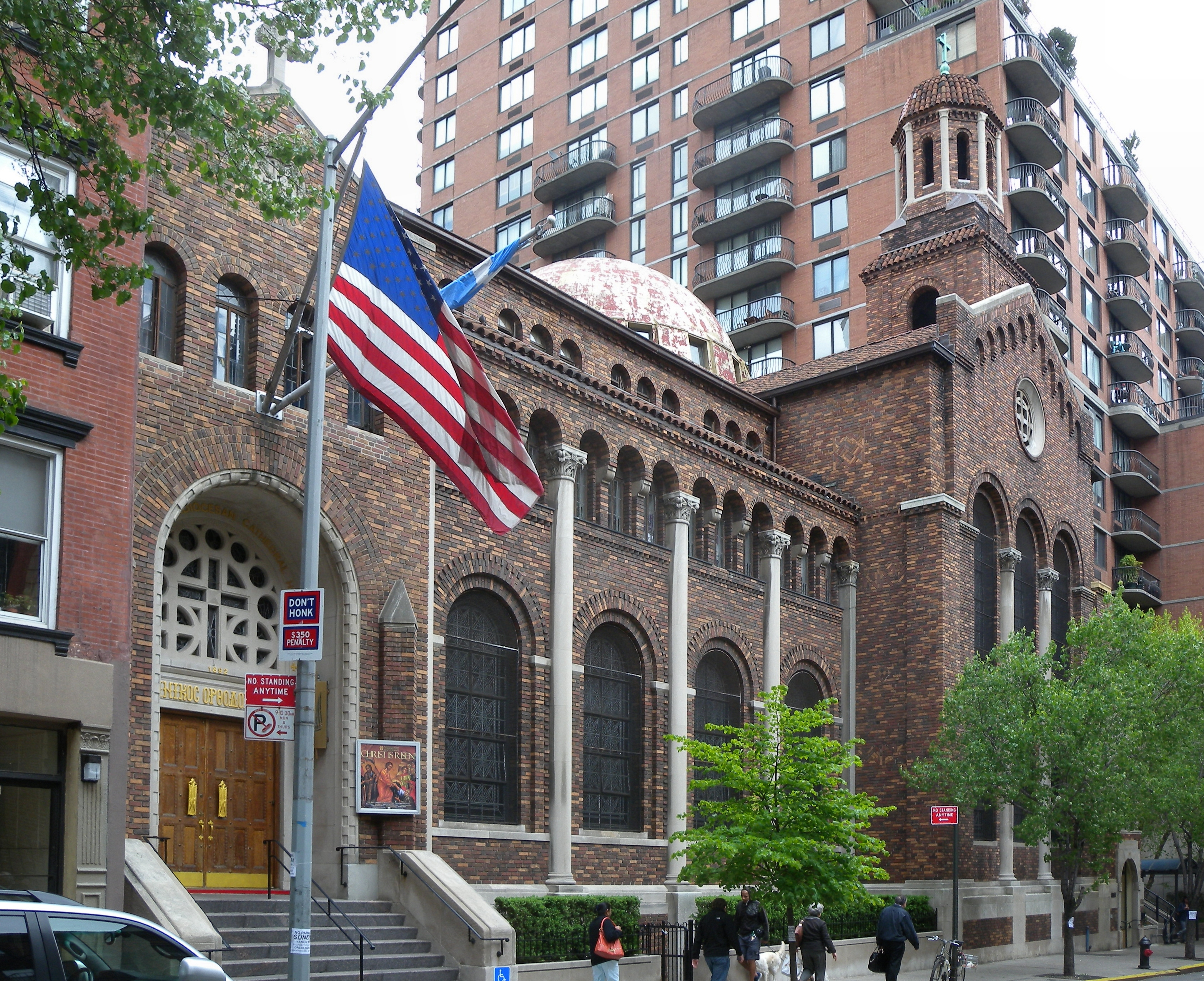
La cattedrale della Santissima Trinità di Manhattan.

Il distretto arcidiocesano di New York (in inglese: The Archdiocesan District of the Greek Orthodox Archdiocese of America) è una circoscrizione ecclesiastica dell'arcidiocesi greco-ortodossa d'America sotto la guida spirituale e la giurisdizione del patriarcato ecumenico di Costantinopoli. Il distretto, chiamato anche Direct Archdiocesan District, comprende il territorio dell'arcidiocesi greco-ortodossa d'America, su cui l'arcivescovo e primate di questa Chiesa esercita la sua diretta e immediata giurisdizione, come vescovo diocesano.

## Territorio
Il distretto comprende l'Area metropolitana di New York, ossia parte degli Stati federati degli Stati Uniti d'America di New York e del Connecticut, e Washington; il distretto ha giurisdizione anche sulle Bahamas.
Sede del distretto è la città di New York, dove, nel borough di Manhattan, si trova la cattedrale della Santissima Trinità.
Il distretto comprende 65 parrocchie e il monastero maschile di San Nettario a Roscoe.

## Cronotassi degli arcivescovi[4]
- Alexander Dimoglou † (26 aprile 1922 - 19 giugno 1930 eletto metropolita di Corfù)
- Athenagoras Spyrou † (12 agosto 1930 - 1º novembre 1948 eletto patriarca di Costantinopoli)
- Timothy Evangelinidis † (7 giugno 1949 - 20 settembre 1949 eletto metropolita di Rodi)
- Michael Konstantinidis † (11 ottobre 1949 - 13 luglio 1958 deceduto)
- Jacob Koukouzis † (14 febbraio 1959 - 30 luglio 1996 dimesso)
- Spyridon Papageorgiou (30 luglio 1996 - 19 agosto 1999 dimesso)
- Demetrius Trakatellis (19 agosto 1999 - 11 maggio 2019 dimesso)
- Elpidophoros Lambriniadis, dall'11 maggio 2019